# Isaac Balie
Isaac Henry Theodore Balie (* 22. února 1948, Genadendal) je jihoafrický historik a dlouholetý ředitel Genadendal Mission Museum v Genadendalu.
Dlouhodobě se zabývá misiemi Moravských bratří v jižní Africe.